# Astyloneura biplagata
Astyloneura biplagata is een vlinder uit de familie bloeddrupjes (Zygaenidae). De wetenschappelijke naam van deze soort is voor het eerst geldig gepubliceerd in 1911 door Bethune-Baker.
De soort komt voor in tropisch Afrika.